# سازمان حفاظت اطلاعات ارتش جمهوری اسلامی ایران
سازمان حفاظت اطلاعات ارتش جمهوری اسلامی ایران، به اختصار (ساحفاجا) سازمانی است مستقل و متمرکز در تابعیت فرماندهی کل قوا و وابسته به ارتش جمهوری اسلامی ایران؛ که وظیفه دارد ارتش جمهوری اسلامی ایران را، در جهت پیشبرد اهداف و ماموریت‌های محوله از هر لحاظ صیانت نماید.
ریاست سازمان حفاظت اطلاعات اجا، با حکم فرماندهی کل قوا منصوب می‌شود.
سازمان حفاظت اطلاعات ارتش جمهوری اسلامی ایران سازمانی است با سلسله مراتب مستقل و متمرکز که با هماهنگی وزارت اطلاعات مأموریت پیشگیری، کشف، شناسائی و خنثی کردن فعالیت‌های براندازی، جاسوسی، خرابکاری، موارد ایجاد نارضایتی، نفوذ جریانات سیاسی و ایجاد اختلال در انجام مأموریت به منظور حفظ و صیانت ارتش و وزارت دفاع و سازمان‌های وابسته به آنها از طریق حفاظت پرسنل، اطلاعات، اسناد، مدارک، اماکن، تأسیسات، وسایل و تجهیزات و امنیت ارتباطات با رعایت اصل ۱۵۶ قانون اساسی دارد. هادی الماسیان از کشته شدگان مراسم رژه ۱۳۹۷/۶/۳۱ اهواز از افسران همین سازمان بود
این سازمان پیش از این «ادارهٔ حفاظت اطلاعات ارتش جمهوری اسلامی ایران» نامیده می‌شد و در ۱ آذر ۱۳۶۲ تشکیل شد.

## دانشگاه
دانشگاه فارابی وابسته سازمان حفاظت اطلاعات ارتش جمهوری اسلامی ایران است.

## رؤسای سازمان
فهرست رؤسای ساحفاجا از دهه ۱۳۶۰ به بعد:
| ر. | رئیس                | درجه نظامی | آغاز تصدی    | پایان تصدی   |
| -- | ------------------- | ---------- | ------------ | ------------ |
| ۱  | مصطفی ترابی‌پور      | سرتیپ      | ۱۳۶۵         | ۲۲ مهر ۱۳۷۷  |
| ۲  | مهدی منتظری         | سرتیپ      | ۲۲ مهر ۱۳۷۷  | ۲۸ آبان ۱۳۸۰ |
| ۳  | اکبر دیانت‌فر        | سرتیپ      | ۲۸ آبان ۱۳۸۰ | ۱۳ آذر ۱۳۸۴  |
| ۴  | فرهنگ معمار نهاوندی | سرتیپ      | ۱۳ آذر ۱۳۸۴  | نامعلوم      |
| ۵  | محمدحسن حبیبیان     | سرتیپ      | نامعلوم      | احتمالاً ۱۳۹۷ |